# Torusantenne

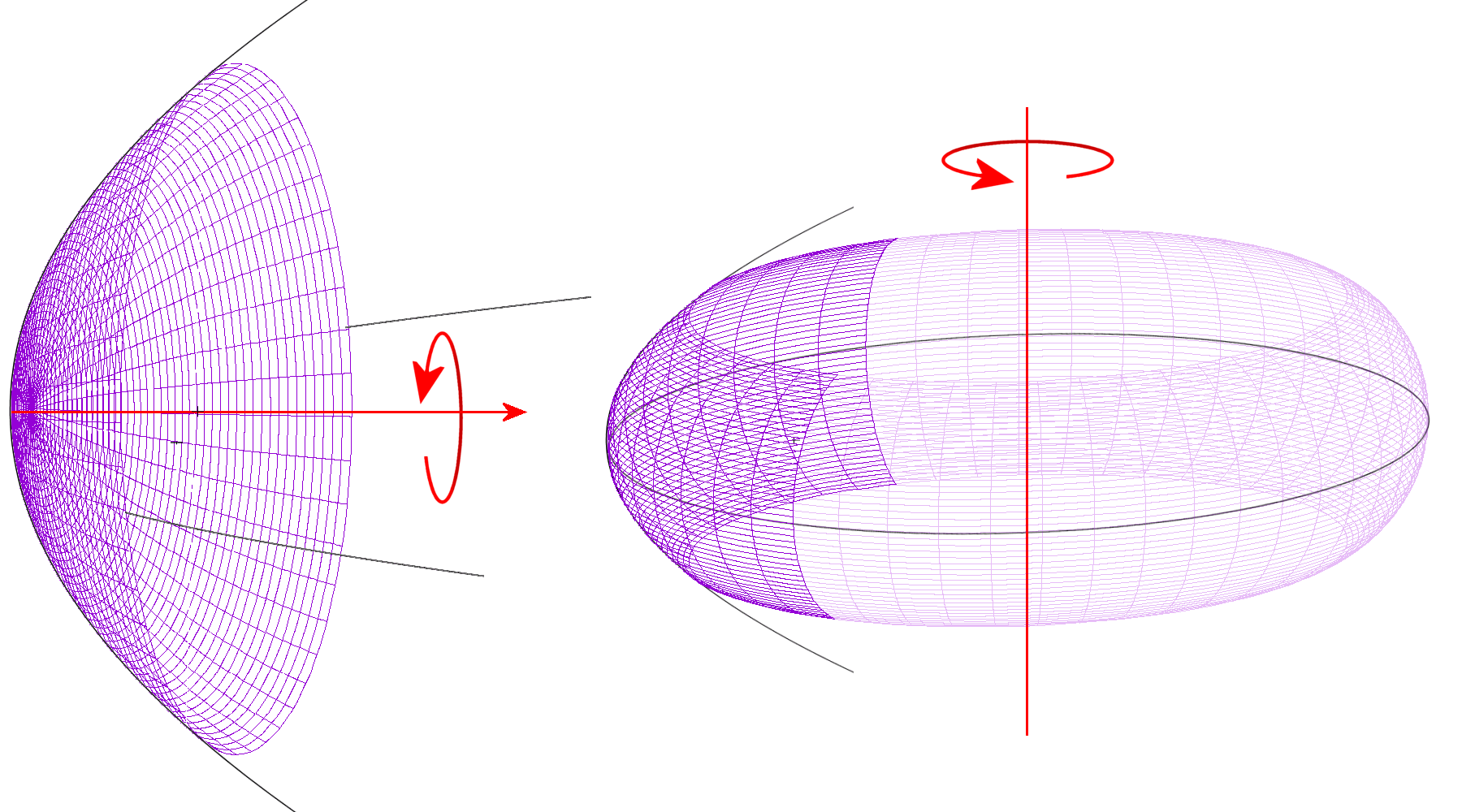
Entstehung eines Parabolspiegels (links) im Vergleich zu einer Torusantenne (rechts)

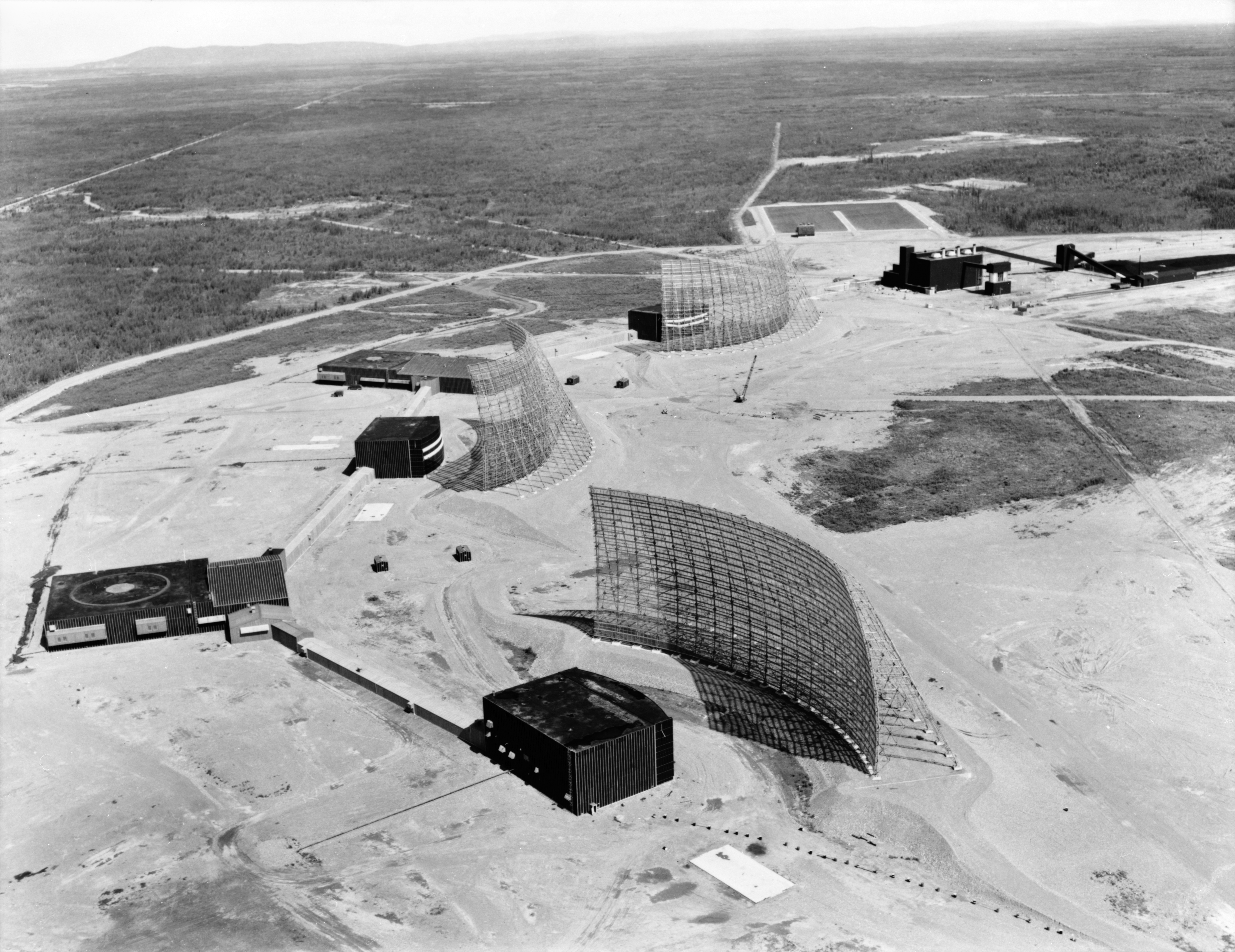
Radar AN/FPS-50 in Alaska

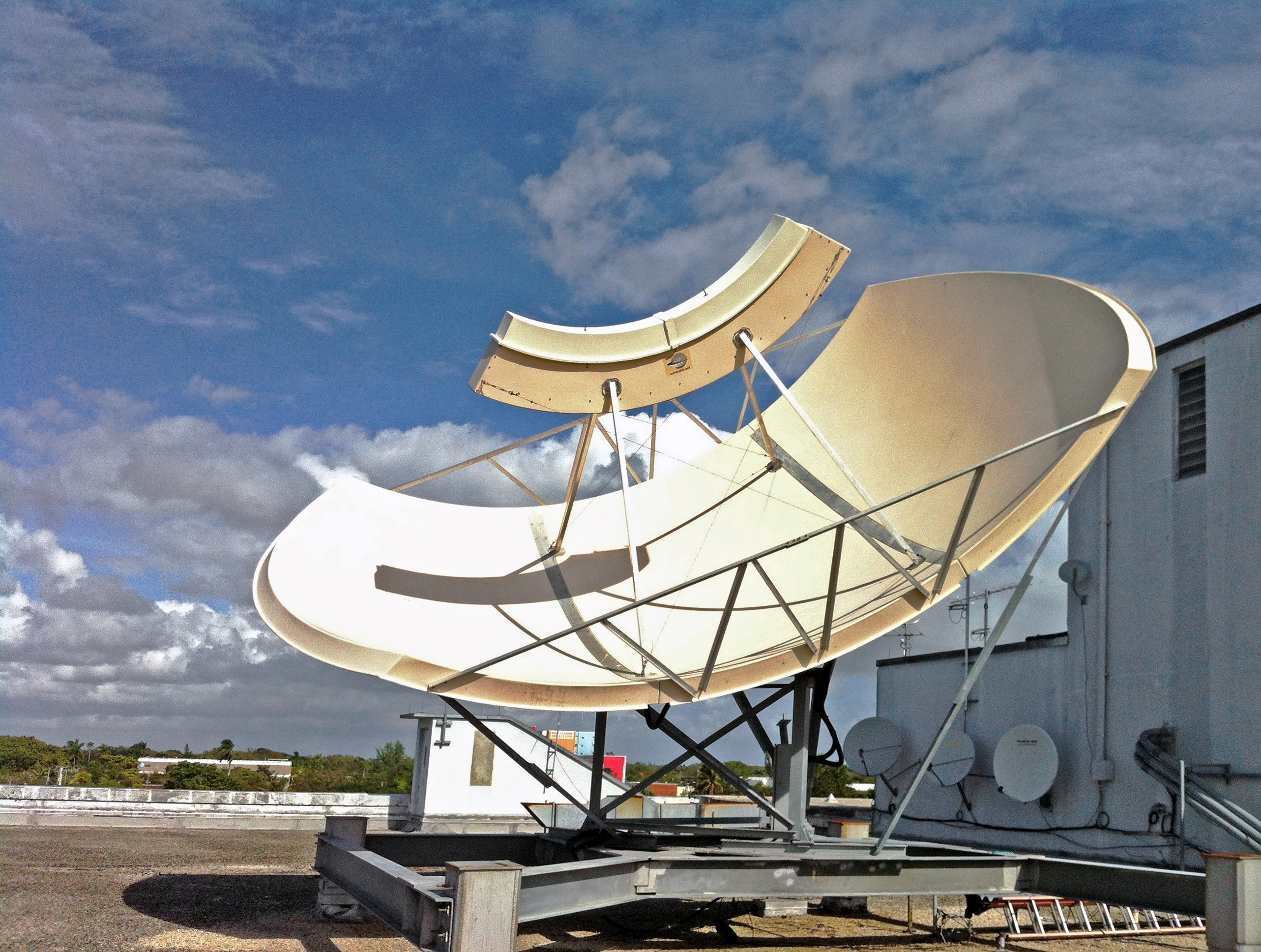
Torusantenne mit Gehäuse für mehrere Primärantennen

Eine Torusantenne ist eine Parabolantenne, bei der die für den Reflektor formgebende Parabel nicht um die Achse der Hauptstrahlrichtung gedreht worden ist, sondern um eine Achse, die dazu senkrecht steht. Es entsteht somit ein kreisbogenförmiger Reflektor.

## Technische Beschreibung
Die Richtcharakteristik (und in der Folge der Antennengewinn) für jede Sende-/Empfangseinrichtung beruhen nur auf einem kleinen Bereich der Reflektoroberfläche. Die Größe dieser Fläche wird durch die Richtcharakteristik der Primärstrahler (meist Hornstrahler) begrenzt. Die effektive Antennenfläche ist für den jeweiligen Kanal kleiner als eine annähernd ovale Parabolantenne mit einem Durchmesser etwa der kleineren Dimension der Torusantenne. Gemessen an der Gesamtfläche ist die Antennenapertur eher gering. In der Summe wird jedoch eine Mehrfachausnutzung der Reflektorfläche erzielt, da sich die einzelnen Bereiche überlappen können. Da statt eines Brennpunktes eine Brennlinie erzeugt wird, sind die Verluste durch Aberration etwas größer als bei einer Parabolantenne.
Im Gegensatz zu einer Parabolantenne mit Multifeedhalterung wird bei der Torusantenne keine der Positionen für die Primärstrahler bevorzugt.

## Anwendungen im Radar und zur terrestrischen Übertragung
In den 1950er-Jahren wurde von den US-Streitkräften das Radarsystem AN/FPS-50 beschafft, bei dem Torusantennen zur Frühwarnung vor ballistischen Raketen verwendet worden sind. Die Radare arbeiteten anfangs im UHF-Bereich und nach einer Umrüstung im L-Band. Die Reflektoren sind 50 m hoch und 120 m lang, wobei nur ein halber Parabelbogen gebildet wird und sich die Linie der Brennpunkte dicht über der Erdoberfläche befindet. Durch die annähernde Verdreifachung der Frequenz erhielten die Torusantennen nach der Umrüstung eine sehr viel höhere Effizienz. Die 80 Primärstrahler wurden auf verschiedene Positionen nebeneinander montiert. Damit wurde ein Seitenwinkelbereich von 40° pro Antenne abgedeckt. Das Radar war eines der letzten, bei dem eine Richtungsschwenkung mit feststehenden Torusantennen durchgeführt wurde.
Für die terrestrische Übertragung im Ultrakurzwellen-Bereich noch erhalten ist eine in den 1960er-Jahren nach diesem Prinzip erstellte Antennenanlage der ehemaligen Kabelkopfstelle in Cressey (Kalifornien), mit der Fernsehsignale aus der rund 160 km entfernten Region San Francisco empfangen wurden. Zehn etwa 27 Meter hohe, in einem rund 110 m langen Kreisbogen aufgestellte Türme tragen horizontal gespannte Metalldrähte und bilden so den Reflektor.

## Anwendung zur Satellitenkommunikation

Gleichzeitiger Empfang mehrerer Satelliten

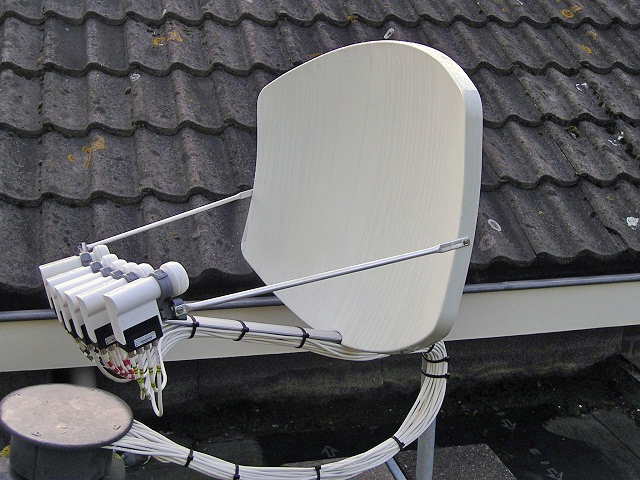
Fernsehempfangsantenne mit mehreren LNB

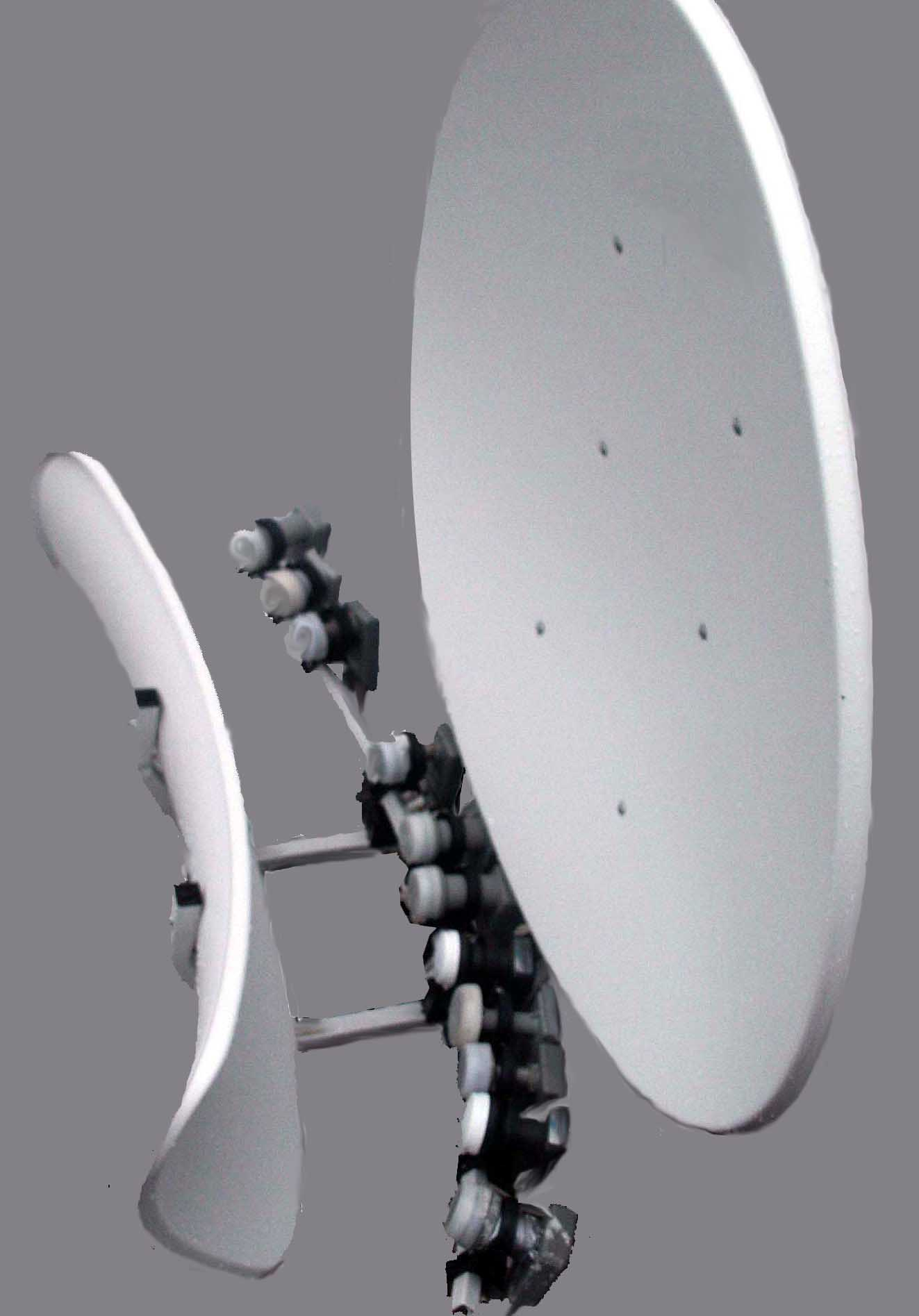
Antenne mit toroidalem Subreflektor, der die Phasenunterschiede am Reflektorrand teilweise kompensiert und damit eine höhere Effizienz erzielt

Torusantennen werden heutzutage verwendet, um im Mikrowellenbereich mit nur einer Antenne gleichzeitig Verbindungen mit mehreren geostationären Satelliten zu halten. Zu diesem Zweck werden sie mit mehreren Primärantennen ausgerüstet, die auf unterschiedliche Bereiche des torusförmigen Reflektors gerichtet sind (Multifeed).
Eine rund 80 m breite Antenne dieses Typs befindet sich seit etwa 1987 in der Anlage Owidiopol-2 bei Welykodolynske in der Ukraine. Später wurden solche Antennen in verschiedenen Ländern von der NSA errichtet, um die Kosten für die Überwachung der Satellitenkommunikation zu reduzieren. Ebenfalls verwendet werden diese Antennen von Kabelnetzbetreibern.
Kleinere Torusantennen existieren auch im Bereich der Unterhaltungselektronik, um mit nur einem unbeweglichen Reflektor die Signale mehrerer Fernsehsatelliten empfangen zu können. Diese Empfangsantennen können auch mit einem Sekundärreflektor ausgestattet sein, der nach dem Prinzip einer Cassegrain-Antenne arbeitet und ebenfalls toroidal geformt ist. Damit können die notwendigen Abstände zwischen den LNBs vergrößert werden, so dass auch dicht nebeneinander liegende Satellitenpositionen bedient werden können. Beide Reflektoren sind derart aufeinander abgestimmt, dass eine höhere Effizienz ermöglicht wird.